# Castello della Torre Rotonda
L'antico castello della Torre Rotonda sorgeva a Como, sul sito dell'attuale Teatro Sociale.

## Storia e descrizione
Venne eretto dai ghibellini Rusconi (o Rusca), signori di Como, attorno al 1250, con le consuete finalità di rafforzamento della autorità signorile, comune a molte costruzioni dell'epoca, a partire dal Castello Sforzesco di Milano.  Nella medesima epoca (1288), d'altra parte, si procedette al prolungamento delle mura sino al lago ed al rinforzo del fossato, alimentato dal lago.
Il castello venne successivamente fortificato dai Visconti, signori di Milano e della Lombardia, dopo che la città, nel 1335 aveva definitivamente perduto la propria autonomia comunale. Esso costituiva, insieme al duomo, al palazzo vescovile, la chiesa di San Giacomo, il palazzo pretorio ed il vecchio porto (ora destinato esclusivamente a funzioni di carattere militare), una cittadella dalla quale veniva garantito il controllo della città. Voluta da Azzone Visconti, attorno alla metà del sec. XIV, la cittadella era circondata da una speciale cerchia di mura che la divideva dal resto della città murata.
Occupato, nel corso delle successive occupazioni, dalle guarnigioni francesi, svizzere, spagnole e austriache, il castello fu abbattuto nel 1811, quando le autorità cittadine si accordarono con i proprietari del piccolo teatro patrizio della città (allora ospitato nella sede dell'antico Broletto), per un utile scambio: il prefetto propose ai proprietari di cedere il palazzo, offrendo in cambio la cessione dell'area del vecchio castello, ridotto ormai ad un "luogo di rovine".  Il trasferimento permise, inoltre, di trasferire l'archivio notarile nel Broletto. 

L'epoca era, infatti, assai favorevole all'abbattimento delle antiche fortificazioni, come ben testimoniato dal parziale abbattimento della Rocca di Arona, del forte di Fuentes o dello stesso Castello Sforzesco di Milano.
Il tracciamento dei muri perimetrali del castello si possono osservare ancora oggi, in quanto anche se in massima parte ricostruiti, limitano il Teatro Sociale e l'area dell'arena posteriore al teatro medesimo.
La delibera venne approvata dal consiglio comunale il 31 gennaio 1809, sotto la presidenza di Alessandro Volta e con il voto contrario del solo marchese Giuseppe Rovelli, storico della città e proprietario di parte dello stesso in corrispondenza del fosso a nord-est.